# Gyöngyössy Katalin
Gyöngyössy Katalin (Sátoraljaújhely, 1940. június 15. –) Kossuth- és Jászai Mari-díjas magyar színésznő, érdemes művész, a Győri Nemzeti Színház Örökös Tagja. 
Férje de Châtel Rudolf kutató orvos volt.

## Életpálya
Főiskolai tanulmányait a Színház- és Filmművészeti Főiskolán végezte 1959–1963 között. Főiskolásként a harmadik csillagot játszotta Gyöngyössy Imre: Csillagok órája című darabjában, Jelena Nyikolajevnát Gorkij: Kispolgárok című drámájában, az Órát Federico García Lorca: Don Cristobal meg Rosita kisasszony tragikomédiája című darabjában. Vizsgaelőadása 1963. március 8-án az Ódry Színpadon volt, Arthur Schnitzler: A zöld kakadu című darabjában Chevredentet játszotta. 1963–1969 között a Szolnoki Szigligeti Színház színésze volt. 1969–1970 között a Miskolci Nemzeti Színházban játszott. 1970–1972 között a József Attila Színháznál szerepelt. 1972–1978 között újra a Miskolci Nemzeti Színház, 1979–1981 között pedig a Pécsi Nemzeti Színház tagja volt. 1981 óta a győri Kisfaludy Színház művésze volt, a Győri Nemzeti Színház Örökös Tagja.
A férje volt de Châtel Rudolf kutató orvos, akitől született a lánya, de Châtel Andrea.

## Színházi szerepei

### Szolnoki Szigligeti Színház
- Ványa (Alekszej Arbuzov: Egy szerelem története)
- Elisabeth Giddens (Lillian Hellman: Kis rókák)
- Mária (Huszka Jenő: Mária főhadnagy)
- Évi (Fazekas Mihály: Ludas Matyi)
- Eszter (Fejes Endre: Rozsdatemető)
- Birike (Móricz Zsigmond: Nem élhetek muzsikaszó nélkül)
- Ágika (Örkény István: Tóték)
- Mogyorósi tanárnő (Fehér Klára: Csak egy telefon)
- Eszti, Olti felesége (Gyárfás Miklós: Lángeszű szerelmesek)
- Maggie (Arthur Miller: Bűnbeesés után)
- Yvette Pottier (Bertolt Brecht: Kurázsi mama és gyermekei)
- Eliza (Lerner–Loewe–Shaw: My Fair Lady)
- Lány (Viktor Rozov: Úton)
- Gizi (Szinetár György: Fogad 3-5-ig)
- Lia (Gáspár Margit: Hamletnek nincs igaza)
- Rablólányka (Jevgenyij Svarc: Hókirálynő)
- Cordelia (William Shakespeare: Lear király)
- Mariska (Szigligeti Ede: Liliomfi)
- Monica (John Boynton Priestley: Ma reggel születtem)
- Homérosz–Valkó Mihály: Odyssea
- Donna Lucia d’Alvadorez (Brandon Thomas–Aldobolyi Nagy György–Szenes Iván: Charley nénje)

### Miskolci Nemzeti Színház
- Asszony (Schwajda György: Segítség
- Nyina Zarecsnaja (Csehov: Sirály)
- Olga (Csehov: Három nővér)
- Ricciarda Cibo (Alfred de Musset: Lorenzaccio
- Anna Petrovna (Csehov: Ivanov)
- Giovanna (Maurice Maeterlinck: Monna Vanna
- Beatrice (Shakespeare: Sok hűhó semmiért)
- Hanna (Kertész Ákos: Sziklafal)
- Yerma (Federico García Lorca: Yerma)
- Ophelia (William Shakespeare: Hamlet)
- Lavinia (Eugene O’Neill: Amerikai Elektra)
- De Renalné (Stendhal: Vörös és fekete)

### József Attila Színház
- A fiú osztálytársa (Mihail Roscsin: Egy fiú meg egy lány)
- Rozina (Beaumarchais: Figaro házassága)
- Rita (Károlyi Mihály: A nagy hazugság)
- Marianne (Molnár Ferenc: Harmónia)

### Pécsi Nemzeti Színház
- Ilona (Lengyel Menyhért: Tájfun)
- Anya (Illyés Gyula: Sorsválasztók)
- Elida (Henrik Ibsen: A tenger asszonya)

### Győri Nemzeti Színház
- Montemayor márkiné (A mennyei Híd)
- Mrs. Higgins (George Bernard Shaw: Pygmalion)
- Maria Josefa (Federico García Lorca: Bernarda Alba háza)
- Lady Bracknell (Oscar Wilde: Bunbury, avagy a határozott lét fontossága)
- Lady de Bourgh (Jane Austen: Büszkeség és balítélet)
- Heléna (Loleh Bellon: A csütörtöki hölgyek)
- Catherine (Henrik Ibsen: Dr. Stockmann /A nép ellensége/)
- Mária (Sütő András: Egy lócsiszár virágvasárnapja)
- Beatrix (Molnár Ferenc: A hattyú)
- Muskátné (Molnár Ferenc: Liliom)
- Paula (Örkény István: Macskajáték)
- Szerémy grófné (Csiky Gergely: A nagymama)
- Lisette de Courval (Michel Tremblay: Sógornők)
- Roticsné (Molnár Ferenc: Az üvegcipő)
- Marija Vasziljevna Csehov: Ványa bácsi)
- 4. esküdt (Reginald Rose: Tizenkét dühös ember)
- Mama (Hunyady Sándor–Makk Károly–Bacsó Péter–Tasnádi István: A vöröslámpás ház
- Anna (Hunyady Sándor: Három sárkány)
- Ágnes (Márai Sándor: A kassai polgárok)
- Doroghyné (Móricz Zsigmond: Légy jó mindhalálig)
- Plankenhorst Antoinette (Jókai Mór: A kőszívű ember fiai)
- Zsani néni (Móricz Zsigmond: Nem élhetek muzsikaszó nélkül)
- Erzsébet (William Shakespeare: III. Richárd)
- Bányay Rákhel (Szabó Magda: Régimódi történet)
- Therese (Stendhal–Nagy András: Vörös és fekete)
- Ranyevszkaja (Csehov: Cseresznyéskert)
- Katyerina Ivanovna (Dosztojevszkij: Bűn és bűnhődés)
- Marie-Antoinette (Lion Feuchtwanger: Marie-Antoinette)
- Méltósága, fösvény, zsarnok hölgy (Csemer Géza: Kakuk Marci)
- Regan (Shakespeare: Lear király)
- Királynő (Eugène Scribe: Egy pohár víz)
- Mártha (Joseph Kesselring: Arzén és levendula)
- Lady Volna (Ben Jonson: Volpone)
- Clotilde (Carlo Terron: Csókolj meg, Alfréd!)
- Emily (Harling: Acélmagnóliák)
- Anya (Bernard Slade: A férfi, akit szeretek)
- Gertrúd (Shakespeare: Hamlet)
- Steinné (Krúdy Gyula: A vörös postakocsi)
- Blanche (Tennessee Williams: A vágy villamosa)
- Mrs. Higgins (Frederick Loewe–Alan Jay Lerner: My Fair Lady)
- Heléna (Euripidész–Sartre–Illyés Gyula: A trójai nők)
- Kate (Harold Pinter: Régi idők)
- Suhajda Flóra (Jókai Anna: Feladat)
- Nő (Alekszandr Gelman: Magasfeszültség)
- Mary Doul (Synge: A szentek kútja)
- Julia Lambert (William Somerset Maugham: Csodálatos vagy, Júlia)
- Titánia (William Shakespeare: Szentivánéji álom)
- Angele (Georges Feydeau: Megáll az ész!)
- Rhédey Eszter (Móricz Zsigmond: Úri muri)
- Charlotte (Krleža: Glembay-vér)
- Olivia (Shakespeare: Vízkereszt, vagy amit akartok)
- Júlia (Teleki László: Kegyenc)
- Mária (Lajtai Lajos: A régi nyár)
- Víziné (Kosztolányi Dezső: Édes Anna)
- Beatrice (Zindel: A gammasugarak hatása a százszorszépekre)
- Szederváry Kamilla (Csiky Gergely: Mákvirágok)
- Menyasszony (Federico García Lorca: Vérnász)
- Abigail (Arthur Miller: A salemi boszorkányok)

## Filmjei

### Játékfilmek
- Jó utat, autóbusz (1961)
- Félúton (1962)
- Koncert (1963)
- Így jöttem (1965)
- Nyár a hegyen (1967)
- Érik a fény (1970)
- Szép magyar komédia (1970)
- Szarvassá vált fiúk (1974)
- Ámokfutás (1974)
- Defekt (1977)
- Orvos vagyok (1979)
- Cserepek (1980)
- Az emigráns - Minden másképp van (2006)
- Anyám és más futóbolondok a családból (2015)

### Tévéfilmek
- Carrar anyó puskái (1965)
- Két nap júliusban (1968)
- Krisztina szerelmese (1969)
- Őrjárat az égen 1–4. (1970)
- Földindulás (1970)
- A lámpás (1972)
- Angyal a karddal (1972)
- Bolond és szörnyeteg (1973)
- 12 egy tucat (1973)
- Az ozorai példa (1974)
- Ősbemutató (1974)
- Pokolra szállás (1974)
- Requiem (1976)
- Hungária Kávéház 1–6. (1976-tévésorozat)
- A havasi selyemfiú (1978)
- A vénasszonyok nyara (1980)
- Egy hónap falun (1980)
- Századunk - Végjáték a Duna mentén (1981)
- Hamlet dán királyfi (1983)
- Nyári keringő (1986)
- Díszmagyar (1988)
- Vitézi bál (1988)
- Freytág testvérek (1989)
- Privát kopó (1993)
- A párduc és a gödölye (1994)
- Fekete karácsony (1995)
- Nemkívánatos viszonyok (1997)
- Komédiások (2000-tévésorozat)
- Janus (2015)
- Cseppben az élet (2019)

## Díjai
- Jászai Mari-díj (1977)
- Déryné-díj (1996)
- Szent István-díj (2000)
- Gundel művészeti díj (2006)
- Érdemes művész (2011)
- Kossuth-díj (2019)[6]